# Горные каракары
Горные каракары (лат. Phalcoboenus) — род хищных птиц семейства соколиных.

## Описание
Длина тела 45—60 см, масса 0,8—1,2 кг. Кожа «лица» голая. Клюв слабый, почти не загнутый. На длинных лапах слабые пальцы с плоскими когтями.
Всеядны: питаются насекомыми, червями, мелкими грызунами, птичьими яйцами и птенцами, падалью, овощами, фруктами, зерном. Кормятся на земле, откуда латинское название рода — «сокол-пешеход». Южная горная каракара истреблялась скотоводами за частые нападения на ягнят и сохранилась лишь на удалённых островках.

## Ареал
Обитатели открытых пространств южной части Южной Америки: альпийские луга и предгорья Анд, Патагония, Фолклендские острова и Огненная Земля.

## Список видов
Международный союз орнитологов относит к роду 4 вида:
- Phalcoboenus albogularis (Gould, 1837) — белогорлая горная каракара, каракара Дарвина, белогорлая каракара
- Phalcoboenus australis (J.F. Gmelin, 1788) — южная горная каракара, южная каракара
- Phalcoboenus carunculatus Des Murs, 1853 — морщинистая каракара
- Phalcoboenus megalopterus (Meyen, 1834) — горная каракара

## Галерея

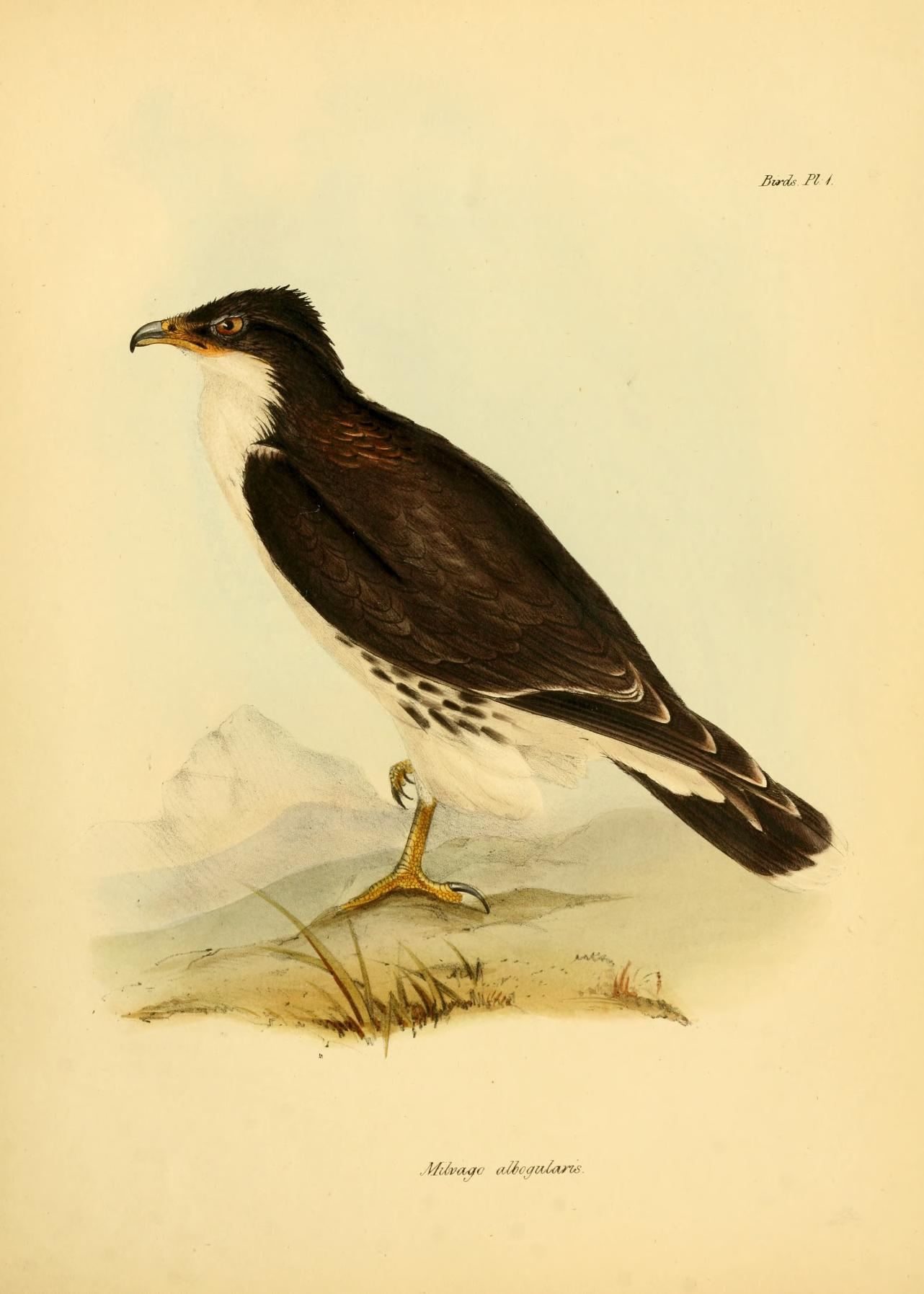
Белогорлая горная каракара
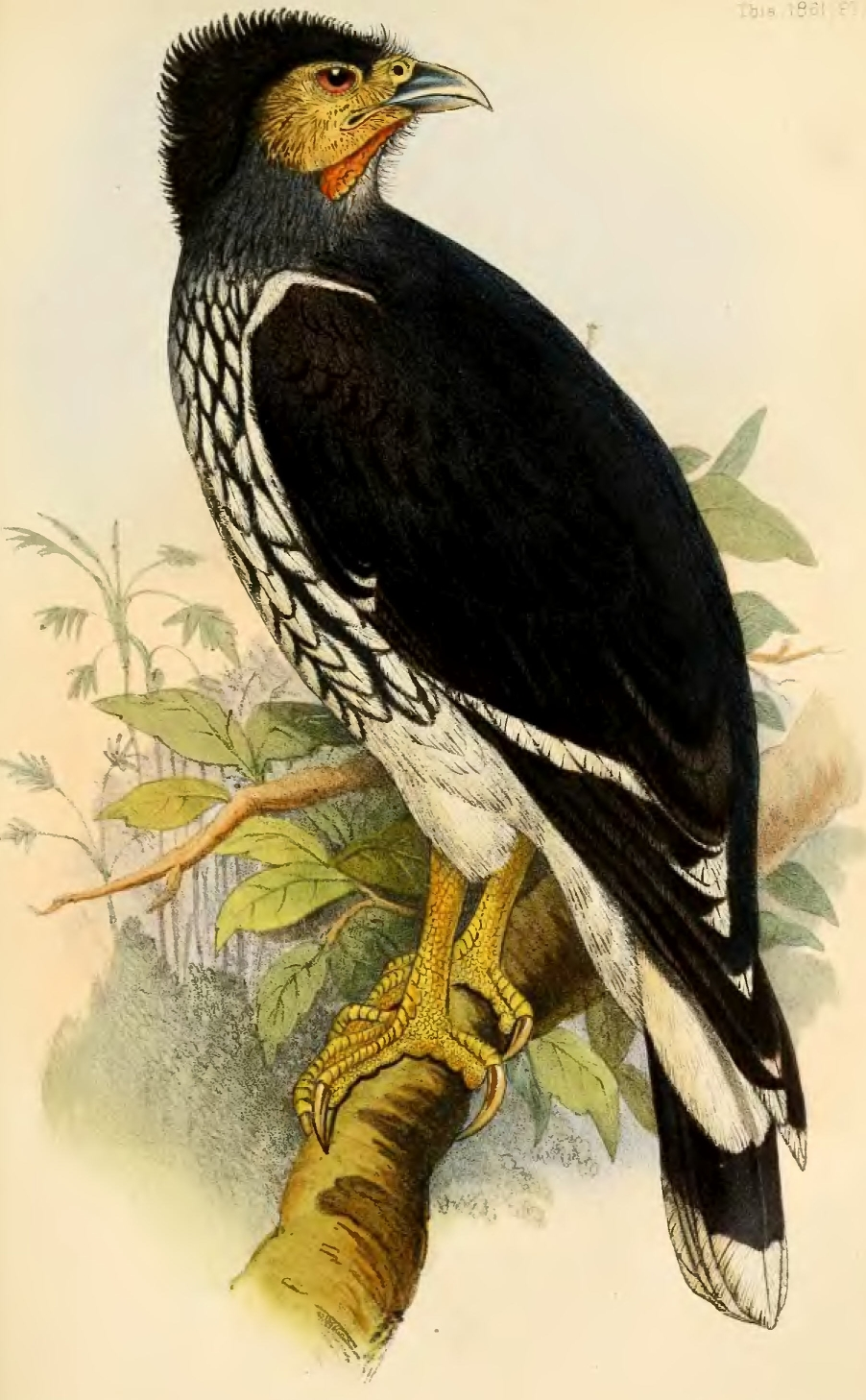
Морщинистая каракара
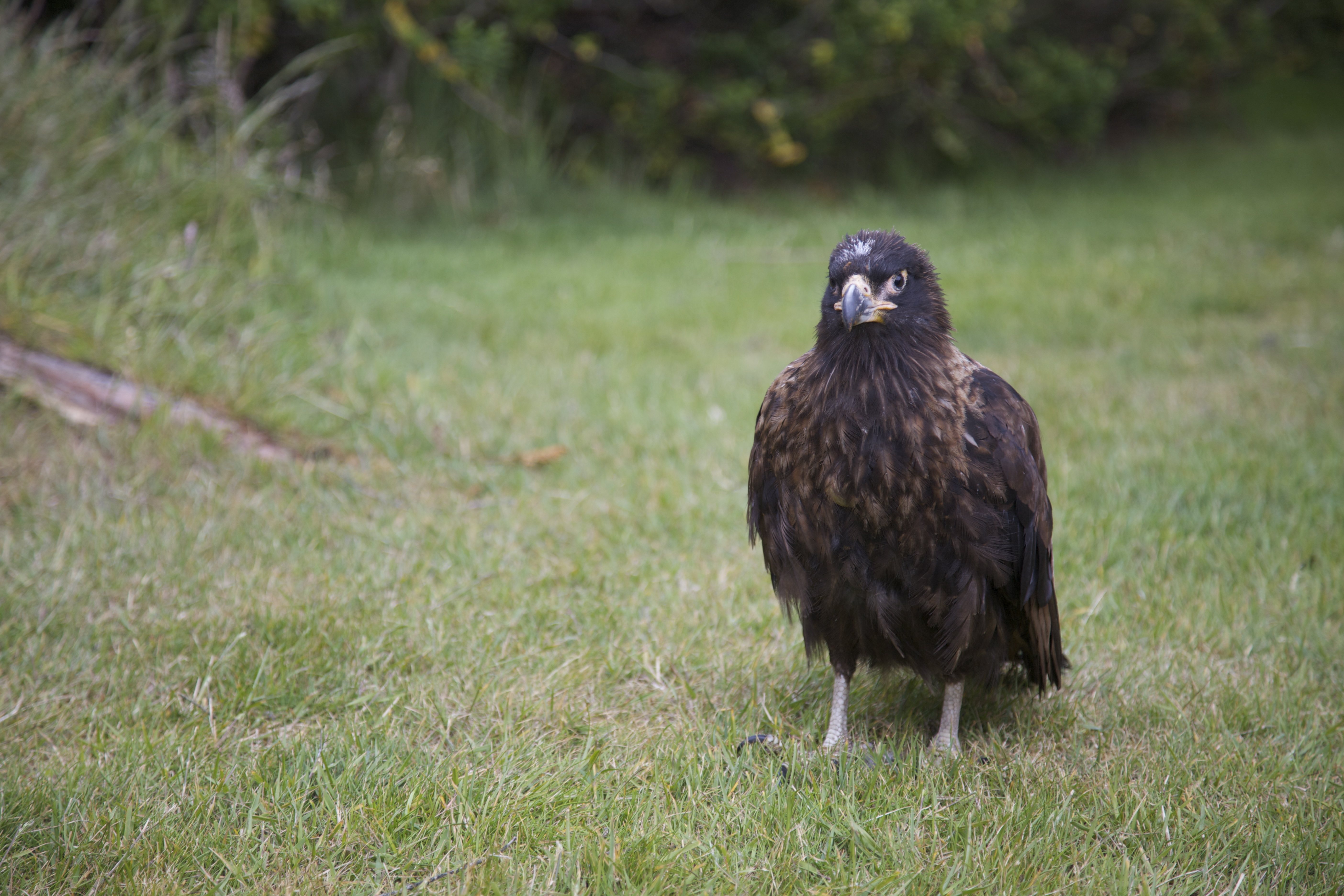
Южная горная каракара